# Tvingande lagstiftning
Tvingande lagstiftning är sådana bestämmelser som i princip inte kan frångås genom avtal mellan parterna. Det betyder att om en avtalspart kan stödja sig på en sådan lagregel, kan denne alltid i en tvist få dom i enlighet med lagregeln även om avtalet skulle säga något annat.
Motsatsen är dispositiv lagstiftning.

## Svensk lagstiftning
Exempel på tvingande lagstiftning i svensk lag finns i brottsbalken, miljölagstiftning och konsumentköplagen. 
Det markeras ofta uttryckligen att en lag är tvingande, som konsumenttjänstlagen, som i 3 § stadgar att Avtalsvillkor som i jämförelse med bestämmelserna i denna lag är till nackdel för konsumenten är utan verkan mot denne, om inte annat anges i lagen.